# Leucothoe trailli
Leucothoe trailli is een vlokreeftensoort uit de familie van de Leucothoidae. De wetenschappelijke naam van de soort is voor het eerst geldig gepubliceerd in 1882 door Thomson.